# Église Sainte-Euphémie de Sainte-Euphémie
L'église Sainte-Euphémie de Sainte-Euphémie est une église située à Sainte-Euphémie, dans l’Ain. 
L'église et sa parcelle d'assiette font l'objet depuis le 14 juin 2012, d'une inscription au titre des Monuments historiques,.

## Histoire
L'église date du 3e quart du XIXe siècle et fut conçue par l'architecte Jean-Marie-Emile Thoubillon. Une partie des matériaux de construction fut récupérée depuis l'ancienne église Sainte-Euphémie détruite totalement en 1874 (elle se trouvait 50 mètres plus à l'Ouest de l'actuelle église).
À noter que le presbytère dont la construction remonte au XVIIe siècle, fait l'objet d'une fiche de l'Inventaire général du patrimoine culturel.
Une partie de la décoration intérieure est réalisée par Claudius Barriot.

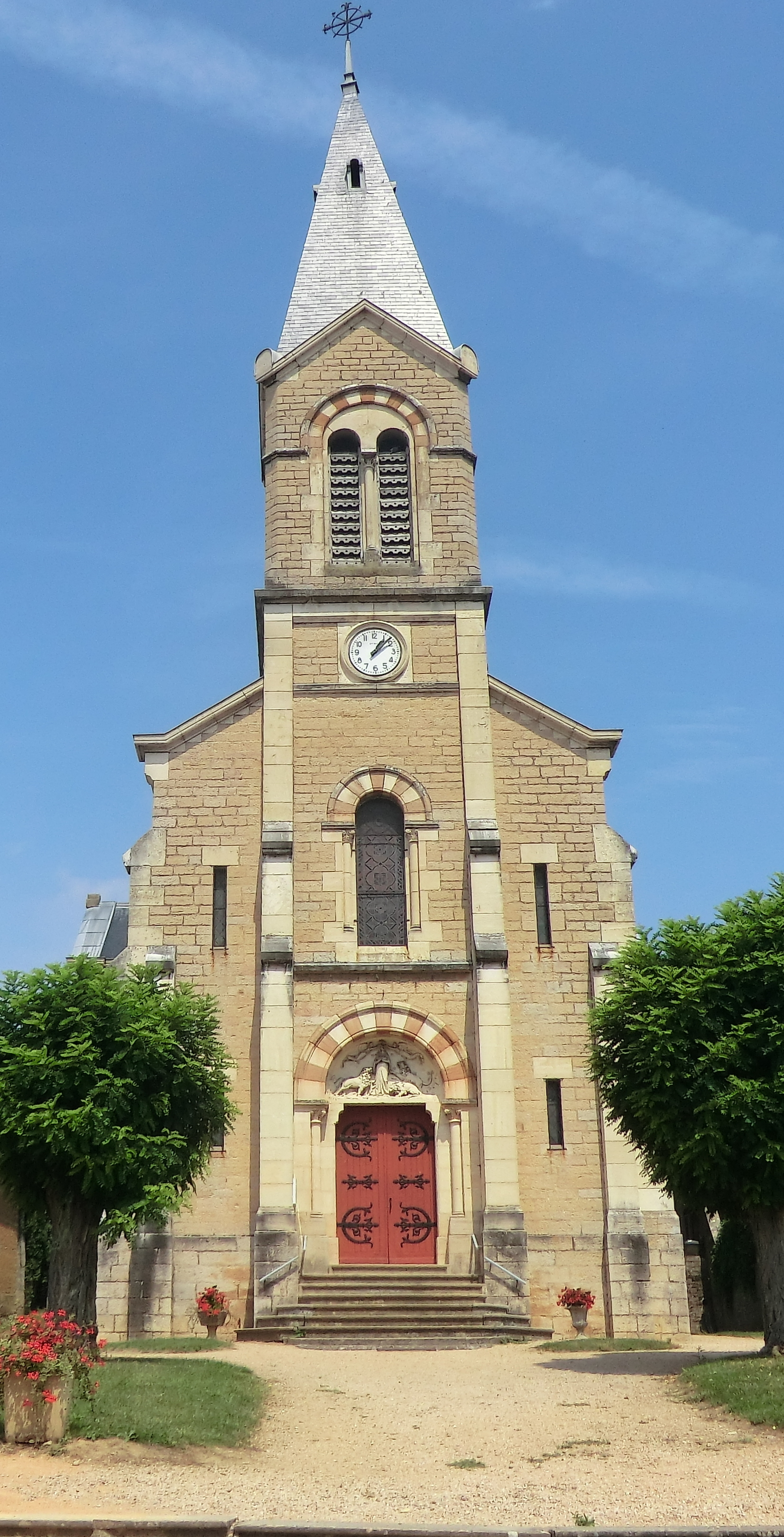
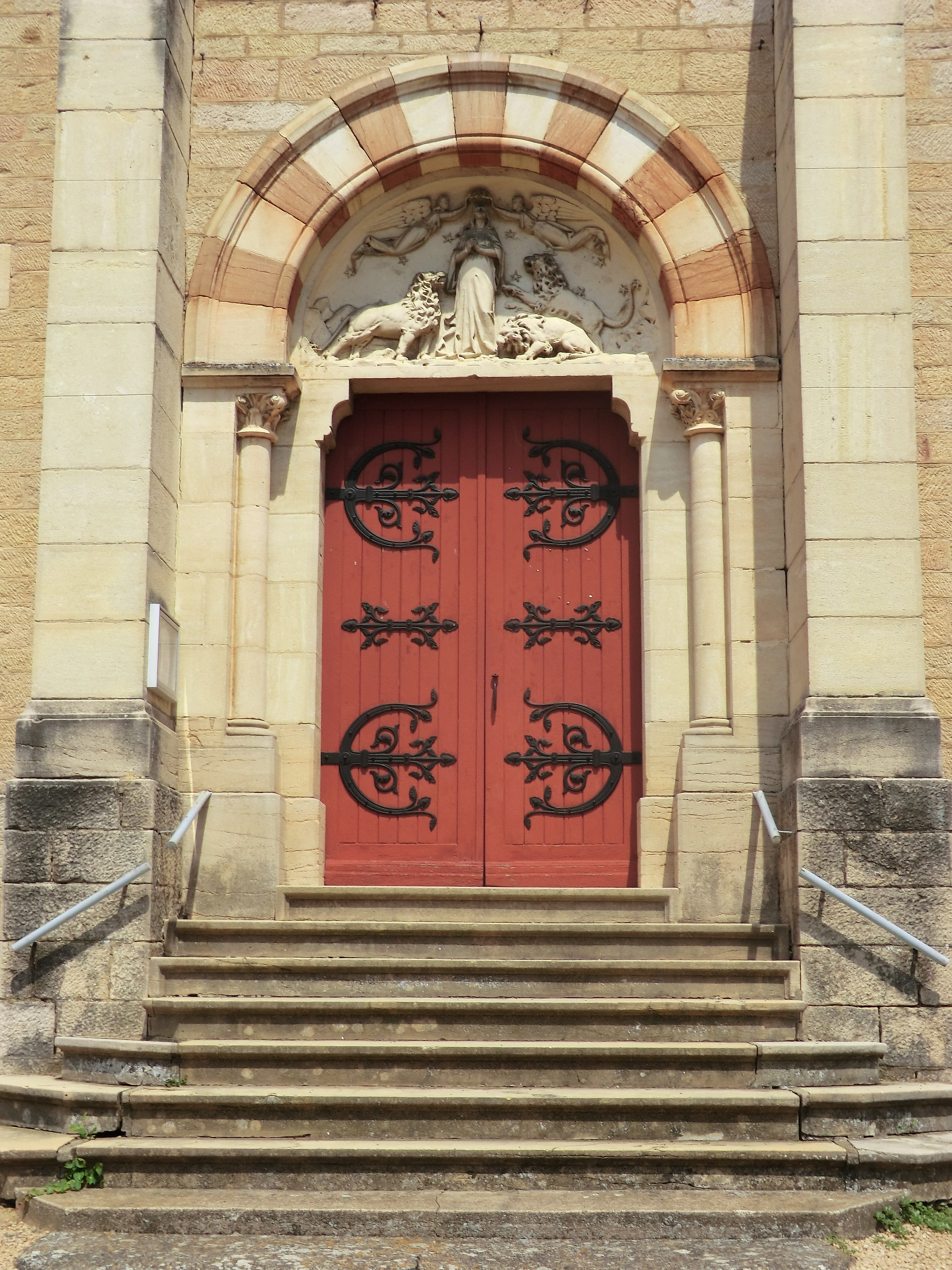